# Нормативное утверждение
В ряде дисциплин, включая, например, экономику, философию, юстицию, охрану труда, этику и религию, применяют так называемые нормативные утверждения, содержащие информацию одобрения или неодобрения применительно к оцениваемому предмету. В отличие от позитивных утверждений, указывающих на вопросы «что есть», «что было» или «что будет», нормативные указывают на то, как должно быть или не быть. То есть вместо объективной информации, опирающейся на эмпирические факты, нормативные утверждения недоказуемы и неопровергаемы, субъективны.
Примерами могут быть такие утверждения: человек рождается свободным, вор должен сидеть в тюрьме, мы не должны обманывать родителей.